# Auguste Savonnet
Auguste Savonnet (ur. 12 sierpnia 1894 w Liège, zm. ?) – belgijski zapaśnik walczący w stylu klasycznym. Olimpijczyk z Antwerpii 1920, gdzie zajął dziewiąte miejsce w wadze lekkiej.

## Turniej wAntwerpii 1920
| Konkurencja            | Walki                       | Klas. końcowa |
| Konkurencja            | Przeciwnik I                | Miejsce       |
| ---------------------- | --------------------------- | ------------- |
| 67,5 kg styl klasyczny | Charles Frisenfeldt (DEN) P | 9.            |